# Anberlin
Anberlin est un groupe  de rock alternatif américain, originaire de Winter Haven en Floride. En 2007, le groupe se compose de Stephen Christian (le chanteur principal), le bassiste Deon Rexroat, le guitariste principal Joseph Milligan, le batteur Nathan Young et le guitariste de rythme Christian McAlhaney.
Les membres d'Anberlin ont à l'origine formé un groupe connu sous le nom de SaGoh 24/7 créé en 1998. Ils sortent deux albums de studio avant de se séparer. Anberlin est formé en 2002, année de signature avec la maison de disques semi-indépendante Tooth & Nail Records, qui sort leur premier album, Blueprints for the Black Market. En 2005, le groupe sort son deuxième album, Never Take Friendship Personal, qui se vend à plus de 150 000 exemplaires. Anberlin donne aux États-Unis plus de 200 concerts par an. Le troisième album du groupe, Cities, sorti en 2007, est leur premier album qui atteint le Top 20 du Billboard 200 (Classements des 200 albums les plus vendus aux États-Unis. Cet album se vendra à plus de 34 000 exemplaires dès la première semaine et permettra d'augmenter considérablement la popularité de ce groupe.
Après trois albums studios et cinq ans avec leur maison de disque Tooth & Nail Records, Anberlin signe en août 2007 avec Universal Republic, qui a notamment produit Amy Winehouse. Ils sortent ainsi en 2008 leur nouvel album et le premier avec cette maison de disque, New Surrender. Cet album se classera 13e au Billboard 200 et le single Feel Good Drag atteindra le top du classement Alternative Songs après y avoir passé 29 semaines. Avant de sortir leur cinquième album, Dark Is the Way, Light Is a Place, Anberlin avait déjà vendu plus de 700 000 albums. Leur sixième album, Vital, est sorti le 16 octobre 2012 suivi d'une compilation intitulée Devotion, sort un an après, contenant quelques nouveaux titres, des remix et des extraits live.
Après 12 années de concerts aux États-Unis et autour du monde, Anberlin annonce le 16 janvier 2014, sur leur site officiel et les réseaux sociaux la fin du groupe. Ils ont pour cela réalisé une vidéo où l'on entend chacun des membres dire un petit mot sur leurs 12 années passées ensemble et avec leurs fans. Ils précisent néanmoins que cette année 2014 sera l'année de la sortie de leur dernier album studio et de leur dernière tournée mondiale.

## Biographie

### Origines (1998–2002)
Le chanteur Stephen Christian fait la rencontre du bassiste Deon Rexroat pendant qu'il est au lycée, et forment ensemble le groupe punk SaGoh 24/7. Le batteur Sean Hutson et le guitariste Joseph Milligan se joignent au groupe. Le groupe publie deux albums, Servants After God's Own Heart (1999), et Then I Corrupt Youth (2001), sous Rescue Records. Les albums s'étant vendus à 1 300 d'exemplaires, Hutsonquitte le groupe pour fonder une famille, et Nathan Young le remplacera.
Christian, Milligan et Rexroat commencent à travailler sur un projet parallèle, marquant le début de la fin pour SaGoh 24/7. Sous les suggestions de Milligan, ce projet parallèle s'oriente rock et s'appelle Anberlin. Ils utilisent l'argent restant issu des concerts de SaGoh pour s'associer au producteu rMatt Goldman afin d'enregistrer cinq démos. Les démos sont postées sur PureVolume (à l'époque mp3.com). Sur les conseils d'amis, dont Chad Johnson, et Timmy McTague d'Underoath, le groupe signe avec Tooth & Nail Records.

### Deux premiers albums (2002–2005)

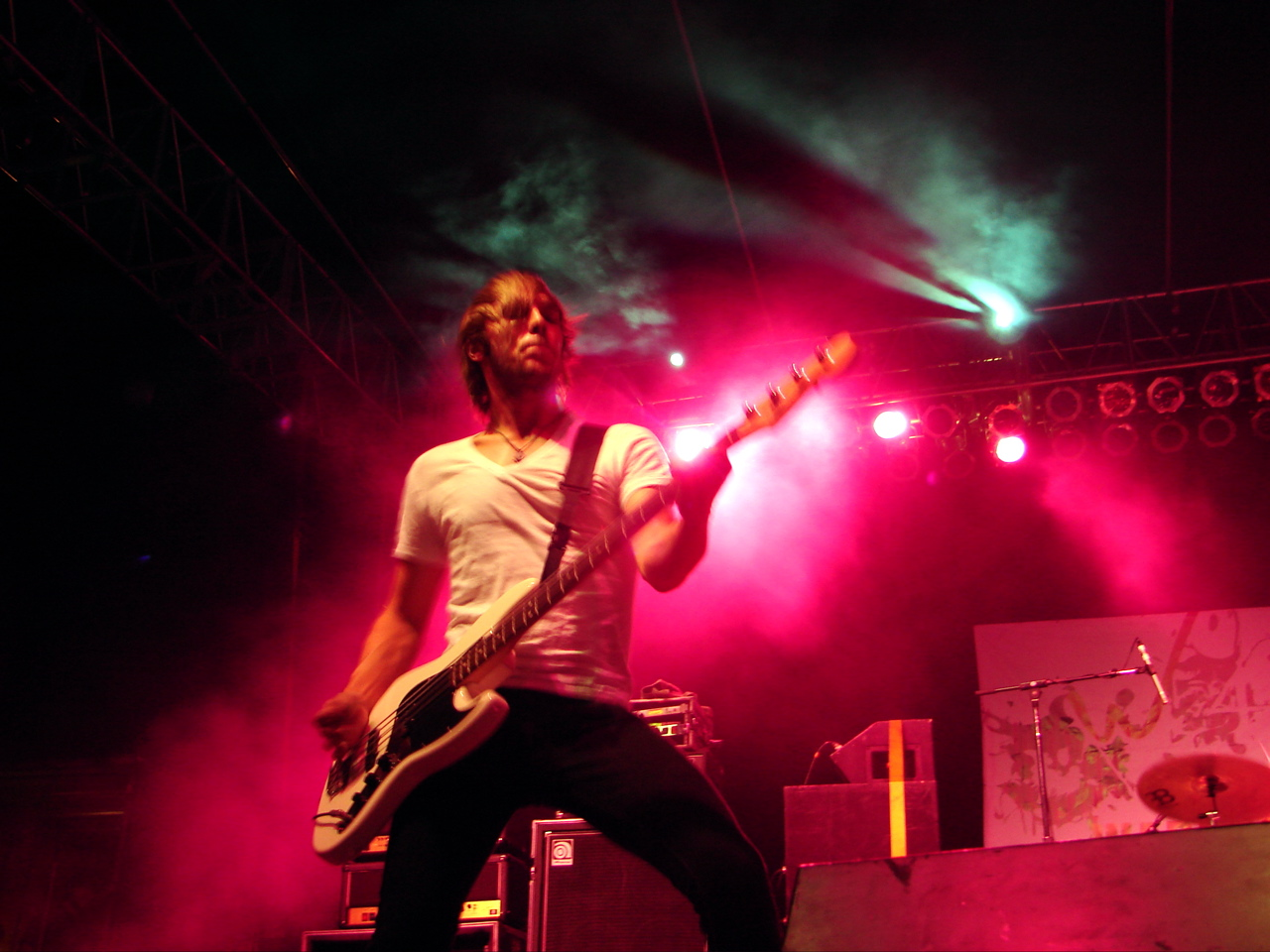
Deon Rexroat, bassiste du groupe, au Purple Door en août 2007.

Sur les cinq démos enregistrées par Anberlin et Matt Goldman, trois sont choisies et rééditées pour leur premier album, le single Readyfuels, Driving plus tard rebaptisé Autobahn) et Foreign Language. Une autre chanson, Embrace the Dead, est aussi enregistrée comme démo mais nommée par erreur comme une chanson d'Anberlin qui ne sera cependant pas incluse sur leur album. Après avoir entendu les démos du groupe Acceptance, Anberlin choisit d'enregistrer son premier album avec le même producteur, Aaron Sprinkle, créant ainsi une relation qui durera jusqu'à la fin de leur période chez Tooth & Nail Records. À peine un an après leur formation, le premier album, Blueprints for the Black Market, est publié en 2003. l n'atteint pas les classements, mais attire l'intérêt grâce au single Readyfuels ; l'album se vend à 60,000 exemplaires. Le guitariste Joey Bruce est finalement renvoyé du groupe.
Anberlin publie la suite de Blueprints, Never Take Friendship Personal, au début de 2005, encore une fois produit par Aaron Sprinkle. Ayant atteint la 144e place du Billboard 200, l'album rapproche le groupe du grand public. NTFP est généralement bien accueilli. Il comprend deux singles : A Day Late et Paperthin Hymn bien accueillis à la radio et dans les classements.

### CitiesetLost Songs(2005–2007)

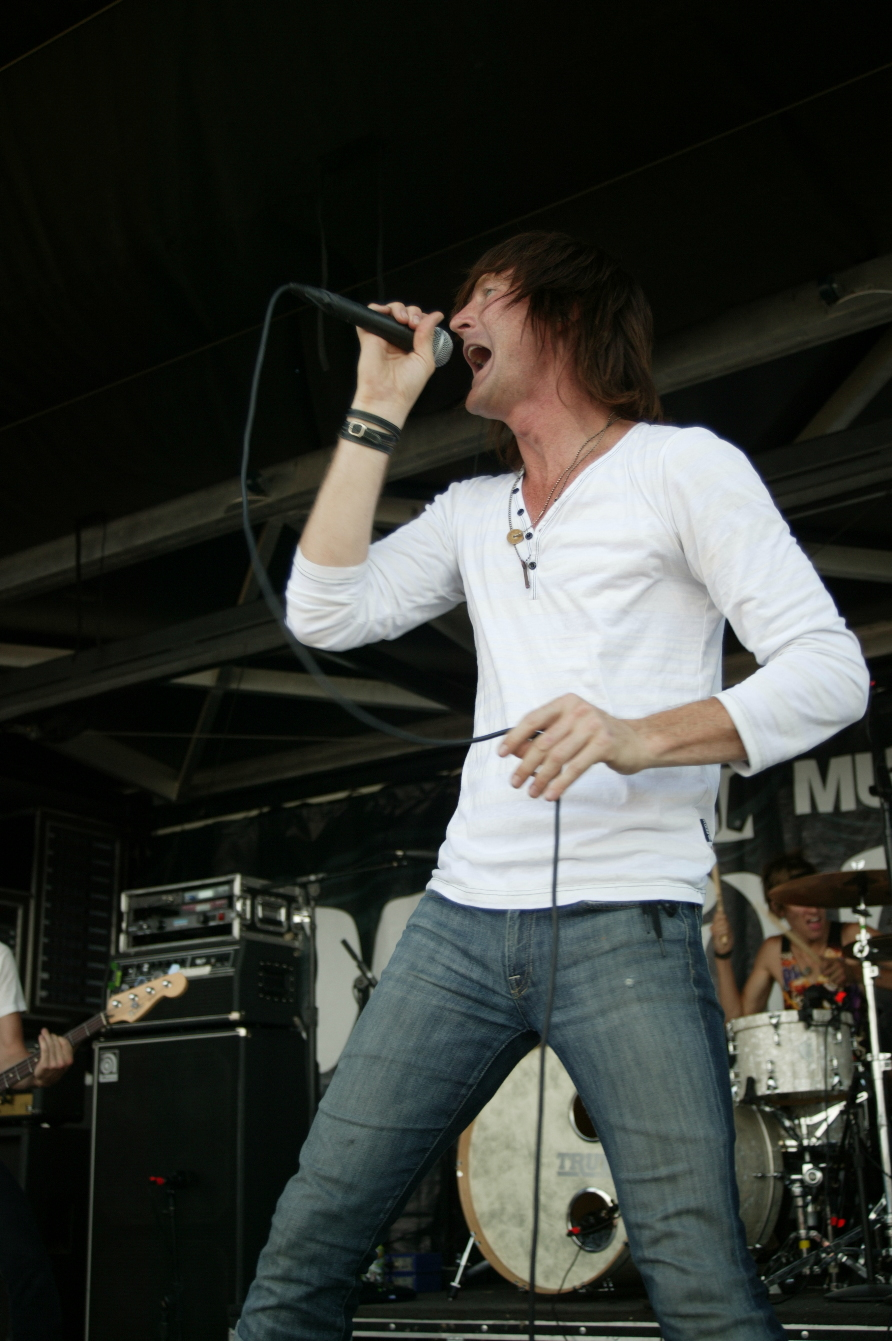
Anberlin à Las Cruces au Warped Tour en 2007.

Le troisième album d'Anberlin, produit par Aaron Sprinkle, est publié au début de 2007 sous le titre Cities. Il se vend à 34 000 exemplaires la première semaine et se place 19e su Billboard 200. Avant la sortie de Cities, le groupe publie l'EP Godspeed exclusivement sur iTunes à la fin de 2006 pour donner un aperçu de leur nouvel album. En soutien à l'album, Anberlin joue en tête d'affiche avec Bayside, Meg & Dia et Jonezetta. Christian commente qu'à travers la discographie du groupe, les paroles deviennent plus sérieuses,. Cities est l'album le plus attendu par Jesus Freak Hideout.
Entre trois et quatre semaines avant la sortie de Cities, le groupe annonce le départ du guitariste Nathan Strayer pour revenir dans son groupe The Mosaic et l'arrivée Christian McAlhaney (ex-Acceptance) comme remplaçant.
Une compilation de chansons inédites intitulée Lost Songs, et publiée le 20 novembre 2007.

### New Surrender(2007–2009)

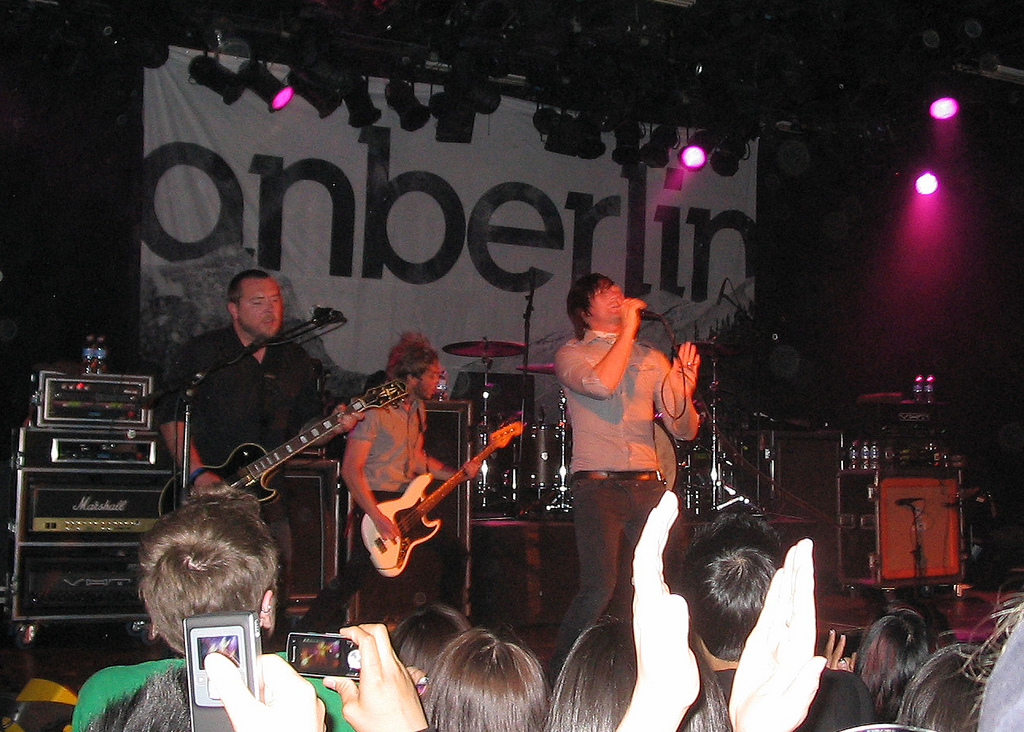
Anberlin au Commodore Ballroom en mai 2009.

Le groupe signe avec Universal Republic le 16 août 2007, et commence à écrire son nouvel album, New Surrender, qui est publié le 30 septembre 2008. Il s'agit du premier album du groupe non distribué par Tooth & Nail Records ou produit par Aaron Sprinkle. La première chanson de l'album est originellement intitulée Bittersweet Memory ; elle est ensuite rebaptisée Breaking. Le 11 juillet 2008, le groupe sort une nouvelle chanson, Disappear sur MySpace. Le premier véritable single de l'album s'intitule Feel Good Drag diffusé à la radio le 18 août - et finalement publié le 26 août.
Le groupe passe huit semaines en studio avec le producteur Neal Avron (New Found Glory, Yellowcard, Fall Out Boy) au début de février 2008. Christian expliquera révélera également des difficultés dans l'écriture. Pendant l'enregistrement, le groupe active une webcam pour que les fans voient l'avancement en direct sur Myspace. New Surrender atteint la deuxième place des 25 albums les plus attendus de 2008 sur Jesus Freak Hideout. À la semaine de sa sortie, l'album compte 36 000 exemplaires vendus, et atteint la 13e place du Billboard 200. Il se place aussi 5e du Top Current Rock Chart, selon Universal Republic. En soutien à l'album, le groupe tourne aux États-Unis avec Scary Kids Scaring Kids, Straylight Run et There for Tomorrow. Kyle Flynn (ex-Acceptance) se joint au groupe en tournée pour les parties de claviers, de guitare acoustiques et chorales.
Anberlin entre en studio pour enregistrer plus chansons dont  une reprise de True Faith de New Order, publiée en ligne. Le groupe enregistre aussi une reprise de Mother de Danzig.

### Dark Is the Way, Light Is a Place(2010–2011)
En décembre 2009, le chanteur Stephen Christian annonce l'entrée du groupe en studio dès début 2010, et une probable sortie la même année. Le batteur Nathan Young explique que l'album sera « moins pop et plus sombre. » Christian poste sur Twitter en décembre 2009 que le titre de l'album serait « un go. »
Le groupe fait son entrée aux Blackbird Studios, à Nashville, pour commencer à enregistrer un nouvel album en mars 2010.Le 3 mars, la presse annonce la collaboration du groupe avec le producteur Brendan O'Brien. Le listage des chansons de l'album est terminé le 9 avril et le mixage audio commence le 13 avril 2010. En avril 2010, Christian annonce la sortie de l'album vers août ou septembre 2010. Cependant, en mai 2010, McAlhaney affirme que l'album sera publié en septembre 2010. Au début de juin 2010, la date de sortie de l'album est confirmée pour le 21 septembre 2010. Le groupe publie des vidéos de leurs performances scéniques.
Anberlin joue plus tard en soutien à Thirty Seconds to Mars pendant leur tournée Closer to the Edge Tour avec CB7 en avril et mai 2011.

### VitalandDevotion(2012–2013)
Lors d'un entretien avec Common Revolt, Stephen Christian explique que le groupe a commencé l'écriture d'un nouvel album. Certains de ces titres sont Control (ensuite rebaptisé Orpheum), et une chanson qui s'inspire des événements en Égypte (Someone Anyone). Le groupe annonce sur Facebook en février 2012 son retour avec Aaron Sprinkle. Stephen Christian annonce que leur nouvel album est terminé. Le 11 juin, lors d'un concert à Nashville, Stephen Christian annonce le titre de leur nouvel album, Vital. Le 31 juillet, le groupe annonce sur son site web la sortie de Vital pour le 16 octobre. La chanson d'ouverture, Self-Starter, est publié sur Billboard.com le 17 août en écoute libre, et le second single, Someone Anyone, est publié le 22 août.
Le groupe publie City Electric le 20 septembre 2013. Il est le premier des trois chansons rééditées de Vital, publié dans l'album Devotion, lui-même publié le 15 octobre 2013.

### Lowbornet séparation (2014)
Le 16 janvier 2014, le groupe publie une vidéo confirmant la sortie de son septième et dernier album, en mi-2014 au label, Tooth & Nail Records. Ils annoncent également une dernière tournée dans l'année. Le 6 mai 2014, Anberlin révèle le titre de l'album, Lowborn, et sa couverture. Le groupe effectue son dernier concert le 26 novembre 2014, au House of Blues d'Orlando, en Floride.

## Membres

### Membres actuels
- Stephen Christian - chant, guitare
- Deon Rexroat - basse
- Joseph Milligan - guitare
- Christian McAlhaney - guitare
- Nathan Young - batterie

### Anciens membres
- Nathan Strayer - guitare
- Joey Bruce - guitare

## Discographie

### Albums studio
- 2003 : Blueprints for the Black Market (en)
- 2005 : Never Take Friendship Personal (en)
- 2004 : Cities (en)
- 2008 : New Surrender
- 2010 : Dark Is the Way, Light Is a Place
- 2012 : Vital (en)
- 2013 : Devotion (en)
- 2014 : Lowborn (en)

### Participations
- The Feel Good Drag apparait dans la liste des titres du jeu de rythme Guitar Hero 6: Warriors of Rock.